# دانشگاه کبک
دانشگاه کبک (به فرانسوی: Université du Québec) سیستمی متشکل از ده دانشگاه دولتی استانی در استان کبک، کانادا است. دفتر مرکزی آن در شهر کبک است. این دانشگاه ۳۰۰ رشته را برای بیش از ۸۷۰۰۰ دانشجو هماهنگ می‌کند.

## دانشگاه‌های عضو
- دانشکده فن آوری برتر (ETS)، در مونترال؛
- École Nationale d'administration publique (ENAP)، مستقر در شهر کبک، با پردیس‌هایی در مونترال، گاتینو، تروآ-ریویر، و ساگنای.
- مؤسسه ملی علمی پژوهشی (INRS)، مستقر در شهر کبک و یک پردیس در مونترال.
- Université du Québec à Chicoutimi (UQAC)، در سگنه، کبک ;
- دانشگاه کبک در مونترآل (UQAM)، در مونترال؛
- Université du Québec à Rimouski (UQAR)، در ریموسکی ;
- دانشگاه کبک، دانشگاه کبک در تروا ریویر (UQTR)، در تروا ریویر ;
- دانشگاه کبک en Abitibi-Témiscamingue (UQAT)، با پردیس‌هایی در روین-نوراندا، وال-دور، و دیگر شهرها؛
- دانشگاه کبک در اوتوآیس (UQO)، در گتینو با پردیس در سن ژروم.
- دانشگاه TÉLUQ، آموزش از راه دور مستقر در شهر کبک